# Cantone di Le Dorat
Il Cantone di Le Dorat era una divisione amministrativa dell'arrondissement di Bellac.
A seguito della riforma approvata con decreto del 20 febbraio 2014, che ha avuto attuazione dopo le elezioni dipartimentali del 2015, è stato soppresso.

## Composizione
Comprendeva i comuni di:
- Azat-le-Ris
- La Bazeuge
- La Croix-sur-Gartempe
- Darnac
- Dinsac
- Le Dorat
- Oradour-Saint-Genest
- Saint-Ouen-sur-Gartempe
- Saint-Sornin-la-Marche
- Tersannes
- Thiat
- Verneuil-Moustiers